# 天妃宫遗址
天妃宫遗址是妈祖庙天妃灵慈宫的遗址，位于中国天津市河东区大直沽中路。天妃灵慈宫始建于元代，历经明代、清代、中华民国大陆时期、中华人民共和国。其间经过多次被毁和重建，终于1950年代被弃，另作他用，1970年代天妃宫大殿建筑被拆。20世纪与21世纪之交时，天津市对天妃宫遗址进行发掘、保护。天妃宫遗址被中华人民共和国国务院批准为全国重点文物保护单位，现为天津市元明清天妃宫遗址博物馆所在地。
天妃宫遗址现包括已发掘的明、清时代大殿基址和元代建筑基址，遗址出土有石刻、砖瓦、钱币等遗物。天妃灵慈宫是天津市区最古老的庙宇，也是中国北方首个供奉天妃的场所，还是天津原生点——大直沽的标志。天妃灵慈宫与天津天后宫同为天津的妈祖庙，分别为“东庙”和“西庙”。

## 历史

### 漕运与天妃
随着元朝漕运海上运输开始发展，在离京城元大都最近的港口大直沽设“直沽海运米仓”，并设立“临清御河运粮万户府”“接运厅”管理储运。海上漕运的兴起不仅促了进天津等沿海、沿运河地域的发展，也让妈祖文化自发源地福建湄洲沿漕运通道北上，此间妈祖庇护漕运的事迹被不断丰富、传播。元代，朝廷褒封妈祖为“天妃”，并数次敕封妈祖，同时，参与到漕运的城镇都要修建妈祖的庙宇，直沽、平江、周泾等处皆修建有妈祖庙。

### 天妃宫兴衰

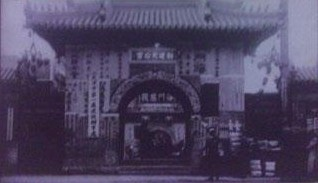
天妃灵慈宫旧影

大直沽的天妃宫兴建于元代，具体兴建时间有至元八年（1271年）到至元十二年（1275年）间、延祐六年（1319年）到延祐七年（1320年）间等说法。天妃宫初名“天妃祠”，是天津市区最古老的庙宇，也是中国北方首个供奉天妃的场所。元代在大直沽天妃宫立有危素撰的碑刻《河东大直沽天妃宫碑记》，记载了当时天妃宫的风貌。最初，天妃宫由僧侣主持，庆福为首任主持。至泰定年间，天妃宫因失火被毁，进而经历了第一次重修，此次重修由官方拨款。天历二年（1329年），元文宗加封天妃，并为天妃宫题写匾额，自此天妃宫名为天妃灵慈宫。到至正十一年（1351年）后不久，天妃灵慈宫面临着因地势低洼，存在“潮汐渐经，栋宇摧坏”的风险和毁坏。此次重修依旧为官方拨款“八百五十缗”，将地基增高8尺有余，并将瓦、砖换新。同时，增修观音堂，塑佛像，天妃灵慈宫的规模增大。到第三任主持僧福聚主持时，天妃宫已是“钟梵鱼鼓之声朝夕相闻”。因当时东庙天妃灵慈宫坐落在官方管理漕运的中心；加上天妃灵慈宫主持空缺时，西庙天津天后宫住持会替部担任，大直沽的天妃灵慈宫地位可能略高于天津天后宫。但随着天妃信仰在民间普及，天津天后宫周边逐渐人口密集，经济发展迅速，天津天后宫香火逐渐兴盛，地位也逐渐超过东庙。

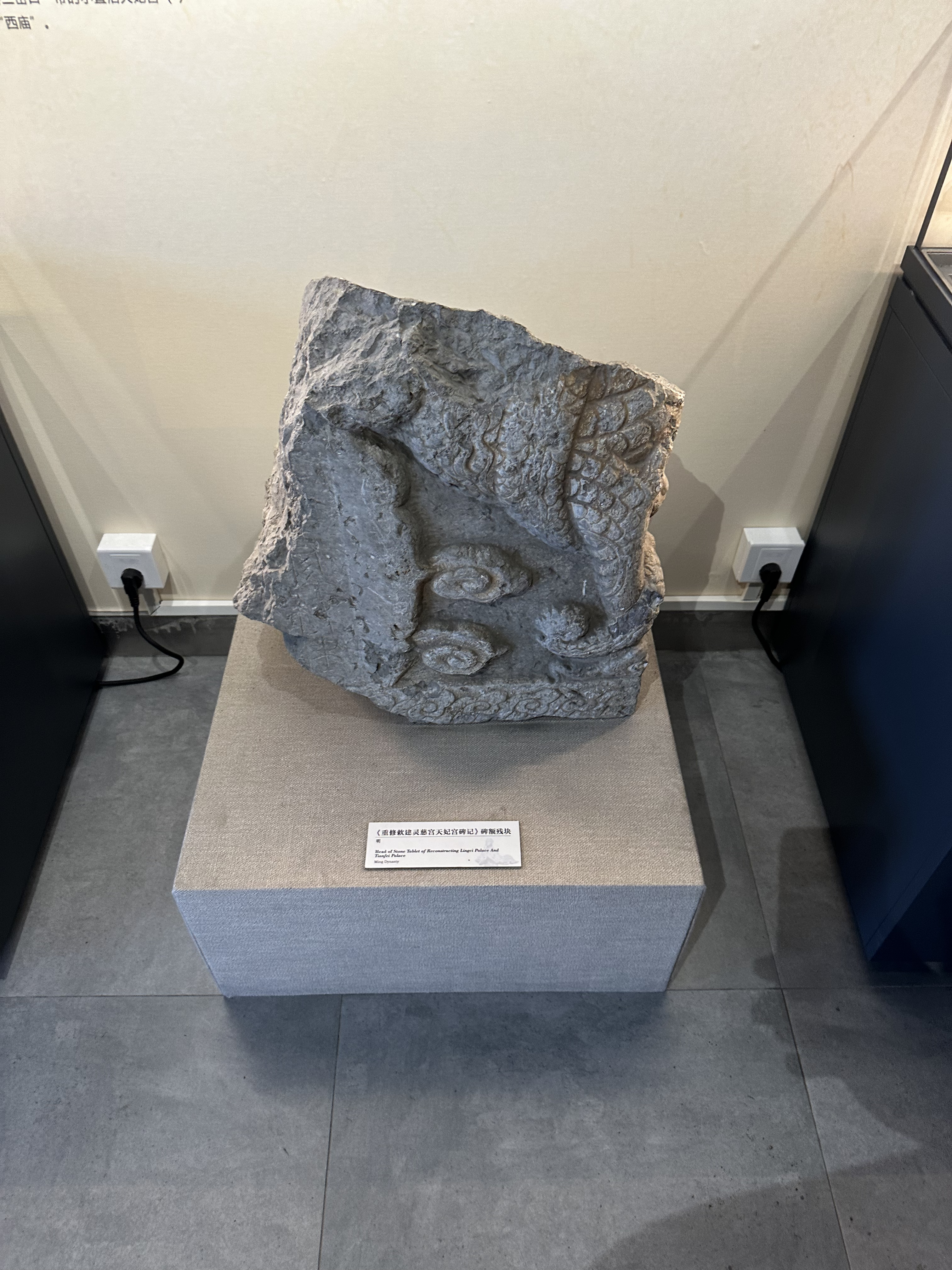
《重修敕建灵慈宫天妃宫碑记》碑额残块

明代正统年间（1436年-1449年）天妃宫已经改由道人主持。到明万历六年（1578年），天妃宫又立有《重修敕建灵慈宫天妃碑记》，由任天祚撰，记载了危素碑立后220多年天妃灵慈宫的风貌。明初，天妃灵慈宫经历了第三次重修、扩建，不过具体年份不可考。弘治年间（1488年到1505年），天妃灵慈宫由朝廷负责拨款维护。万历六年（1578年），天妃灵慈宫再次修缮其殿宇、圣象，不过这次修缮工程则是由天津人周德水等人发起的。此后，天妃灵慈宫的修缮鲜有记载。康熙二十三年（1684年），康熙帝晋封“天妃”为“天后”，自此天妃宫亦被称为天后宫。天妃灵慈宫被毁前，每年五月初一到初五，有举办庙会的传统，即东庙皇会。其中初一举行朝庙仪式，初二为正日。庙会期间，天妃灵慈宫附近的居民会前往天妃灵慈宫进香；不少民间艺术表演会在此举办，如吹会、高跷会、小车会等花会；天后像、王三奶奶像乘坐的銮轿也会在初二于天妃灵慈宫巡游。
光绪二十六年（1900年），逢义和团运动、八国联军占领天津，天妃灵慈宫所在的大直沽陷入火海，天妃灵慈宫亦被焚毁。光绪二十八年（1902年），随着大直沽重归清府管辖，当地人开始集资修庙。光绪三十一年（1905年），复建大殿三间（面阔约15米，进深9米），天妃灵慈宫规模缩小，香火渐衰。20世纪50年代初，因破除迷信，天妃灵慈宫被废，宫内供奉的神像用于填坑，铁瓶、铁炉、铁钟、铁磬等元代金属制品被熔。天妃灵慈宫的大殿先后作为河东礼堂、供销社、街道工厂存在，1976年，唐山大地震后，大殿被拆除。

### 发掘和保护

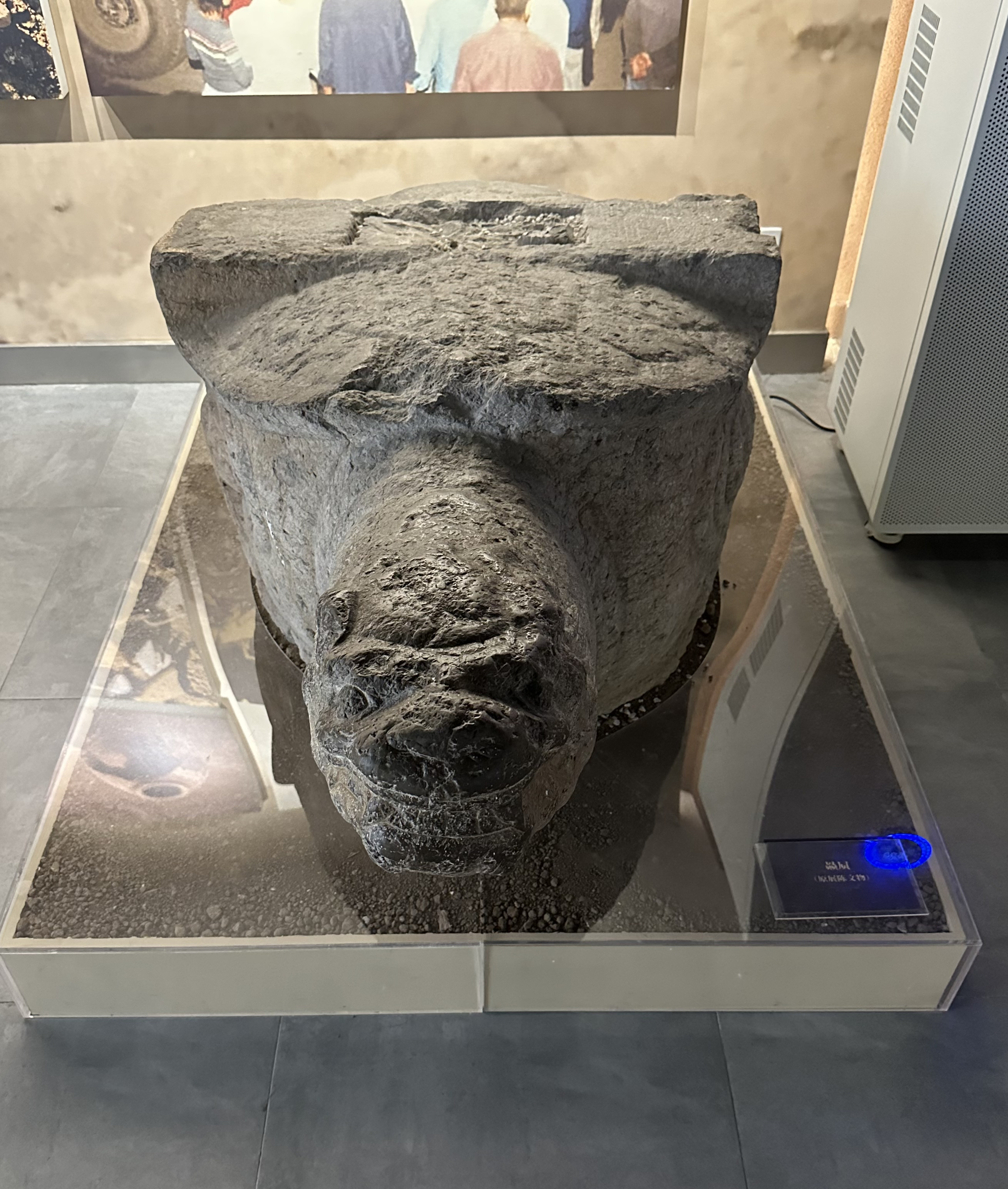
1997年出土的赑屃

1987年第二次全国文物普查时，大直沽天妃宫遗址作为文物登记点被记录，并存于天津市文化局文物处和河东区文化局。1993年，大直沽地区开始危房改造，河东区政协召开“直沽文化研讨会”，提出了对大直沽天妃宫遗址的保护。危房改造之初，负责危改的天津市东达房地产开发有限公司向当地居民征集关于天妃宫历史、文化的信息，并获得天妃宫遗址有关的线索。1997年9月，在大直沽的一处拆迁现场发掘出土赑屃。天津市考古队得知此事后，前往现场考察确定其为天妃宫遗物，并发现明清建筑遗物和遗址。11月，天津市文物局决定对遗址进行抢救性发掘，然而由于和涉事的房地产置业有限公司无法就建房与保护遗址达成一致，该公司多次施工，遗址受到破坏，发掘工作也迟迟无法进行。直至次年年底在天津市住房和城乡建设委员会、天津市规划局、天津市文物局的协调下，建设工程停建，发掘工作得以进行。1998年12月，天津市历史博物馆考古部开始发掘天妃宫遗址，发掘面积超过200平方米，发掘工作至1999年1月结束。

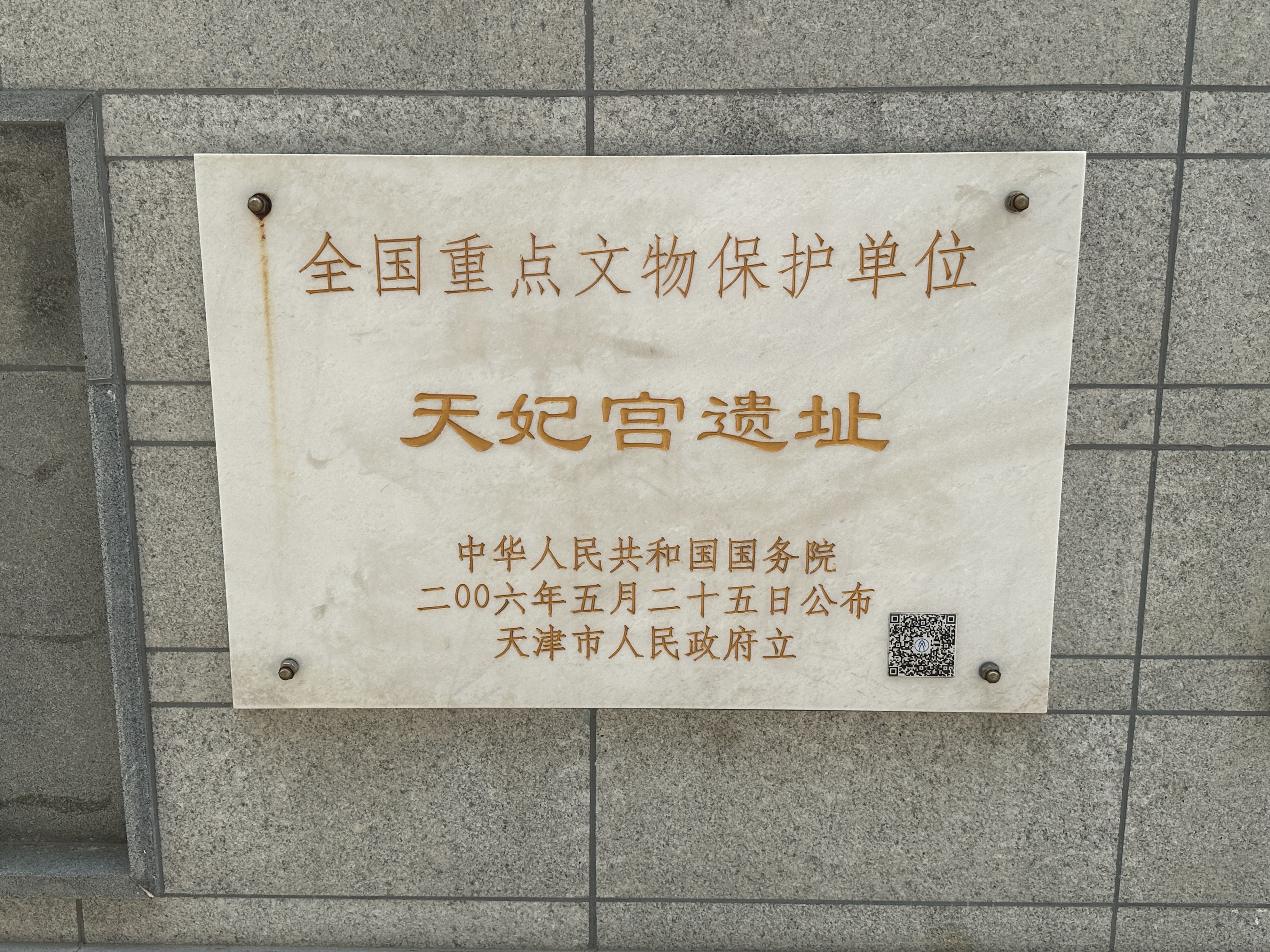
天妃宫遗址的文保标识牌

2000年9月，国家文物局徐苹芳、张忠培等考古学家对天妃宫遗址考察论证，提出天妃宫为中国海上漕运的重要遗存，大直沽为天津的原生点之一，天妃宫遗址为原生点的标志。随后国家文物局、天津市社会科学院等单位提出建立天津大直沽天妃宫遗址博物馆的建议。2002年，保护与展示天妃宫遗址的元明清天妃宫遗址博物馆对外开放。同时，天妃宫遗址被列为天津市文物保护单位。2006年，中华人民共和国国务院公布第六批全国重点文物保护单位，天妃宫遗址位列其中。2016年，中国文化遗产研究院对天妃宫遗址进行修缮维护，采取包括除霉、除菌、防潮、加固等措施。第二年，又对元明清天妃宫遗址博物馆的馆舍和展览改造提升。

## 建筑信息

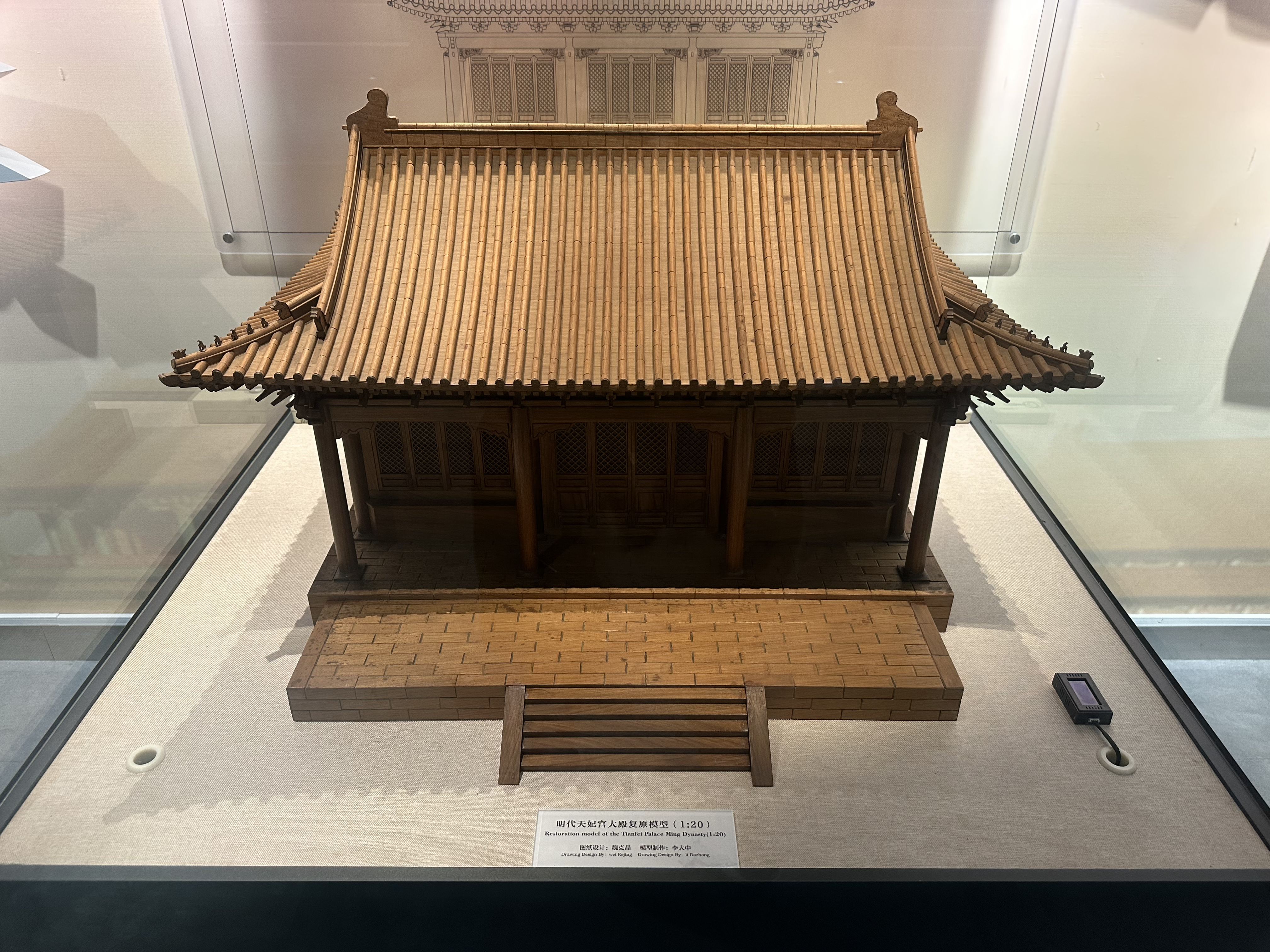
明代天妃宫大殿复原模型

### 历史规模
天妃灵慈宫建筑规模鲜有记载。1900年以前，其规模基本延续万历年间的规模，面积六亩八厘六毫（超过4057平方米）。建筑群以砖木结构建筑为主，坐东朝西，面朝海河。河岸竖立挂绣有天妃娘娘的封号的长幡的桅杆，桅杆高度可达30米。桅杆东侧为四柱三楼式牌楼。继续向东为坐西朝东的戏楼，戏楼作为酬神演出的场地，其高矮需让大殿中的娘娘看得见。戏楼前为宽阔的广场。广场以东为第二道牌楼，二柱一楼式。其东为两道山门，门前立有汉白玉石碑，门前修有超过10层的条石踏步，不过山门两侧也为车马等设有无踏步的便门，山门四周为天妃灵慈宫院墙，上有黑底金字“赞化三元”匾额。天妃灵慈宫为三重大殿，分为前殿、正殿、后殿。前殿两侧有鼓楼和碑亭，正殿和后殿两侧建有配殿。正殿为大式作法，斗拱五铺作双下昂，前檐挂“风不扬波”匾额。香火旺盛时，正殿供有天后娘娘、眼光娘娘、子孙娘娘、斑疹娘娘、送四生娘娘等5位娘娘，10位赞相、三母官以及39尊偶像。东配殿供有真武大帝、火神、圣公圣母。西配殿供有财神、城隍、土地等。

### 遗址及遗物

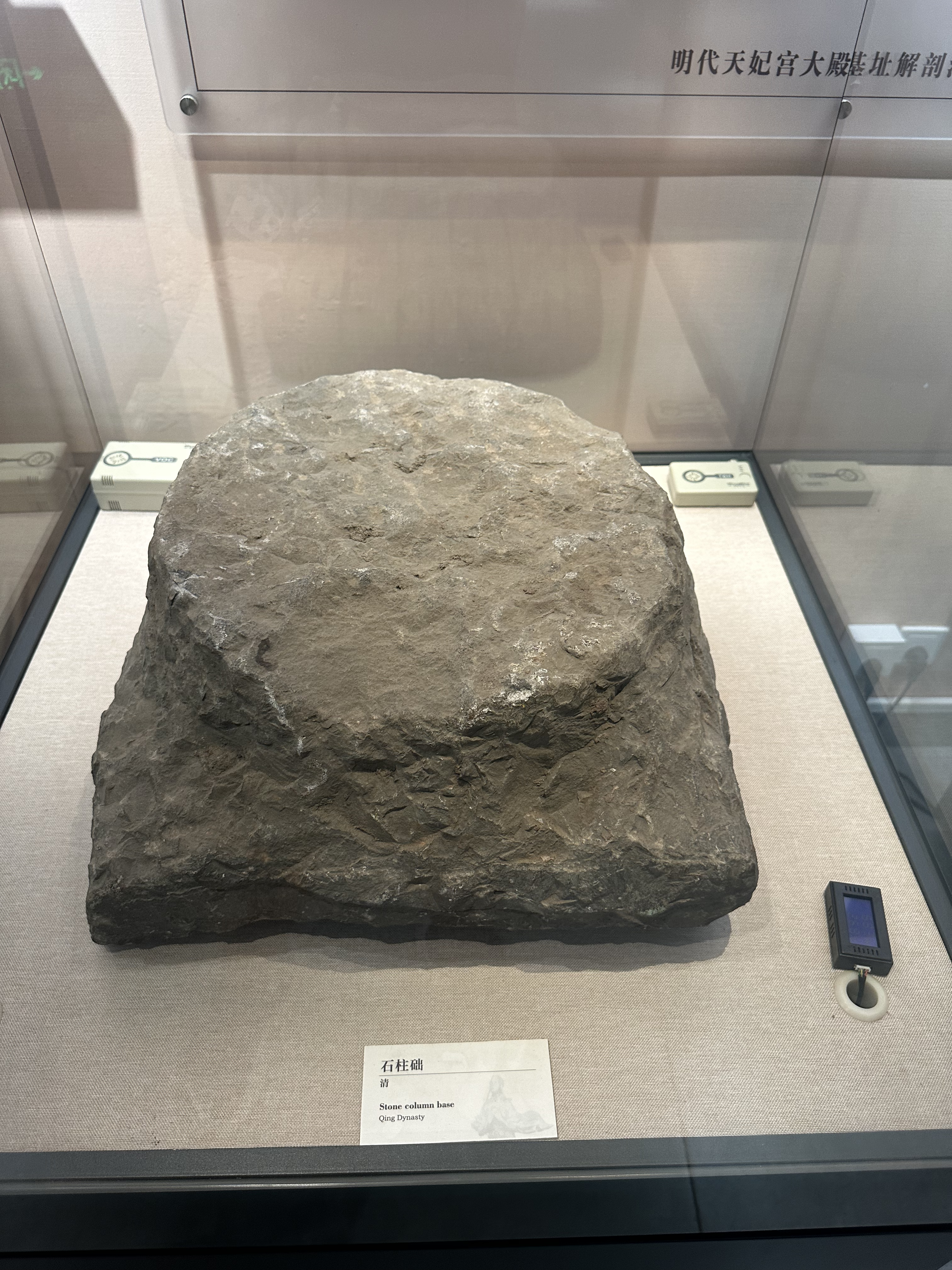
天妃宫遗址的石柱础

现存已发掘天妃宫遗址以主体建筑大殿的砖基为主，大殿修建于设有条石踏步的台基之上，残存二级踏步。大殿砖基为长方形，面宽三间约14米，进深超8米，为大式作建筑。大殿基址保存基本完整，四面残留有不足一米的墙体，大殿内发现超过10个磉墩，即大殿柱的主基。大殿基地保存较为完整，在大殿基址侧面存有元代建筑基址的局部。遗址内存在不同时期、不同形制的青砖、板瓦、筒瓦、瓦当、滴水、柱顶石等建筑构建。天妃宫遗址是天津市市区首个地层关系明确的元代遗存，也是天津市市区堆积最厚的历史遗存。